# 市光路駅
市光路駅（しこうろ-えき）は上海市楊浦区に位置する上海地下鉄8号線の駅である。

## 駅構造
相対式ホーム2面2線の地下駅。出口は4箇所ある。

## 駅周辺
- 共青森林公園

## 歴史
- 2007年12月29日 - 開業。

## ギャラリー

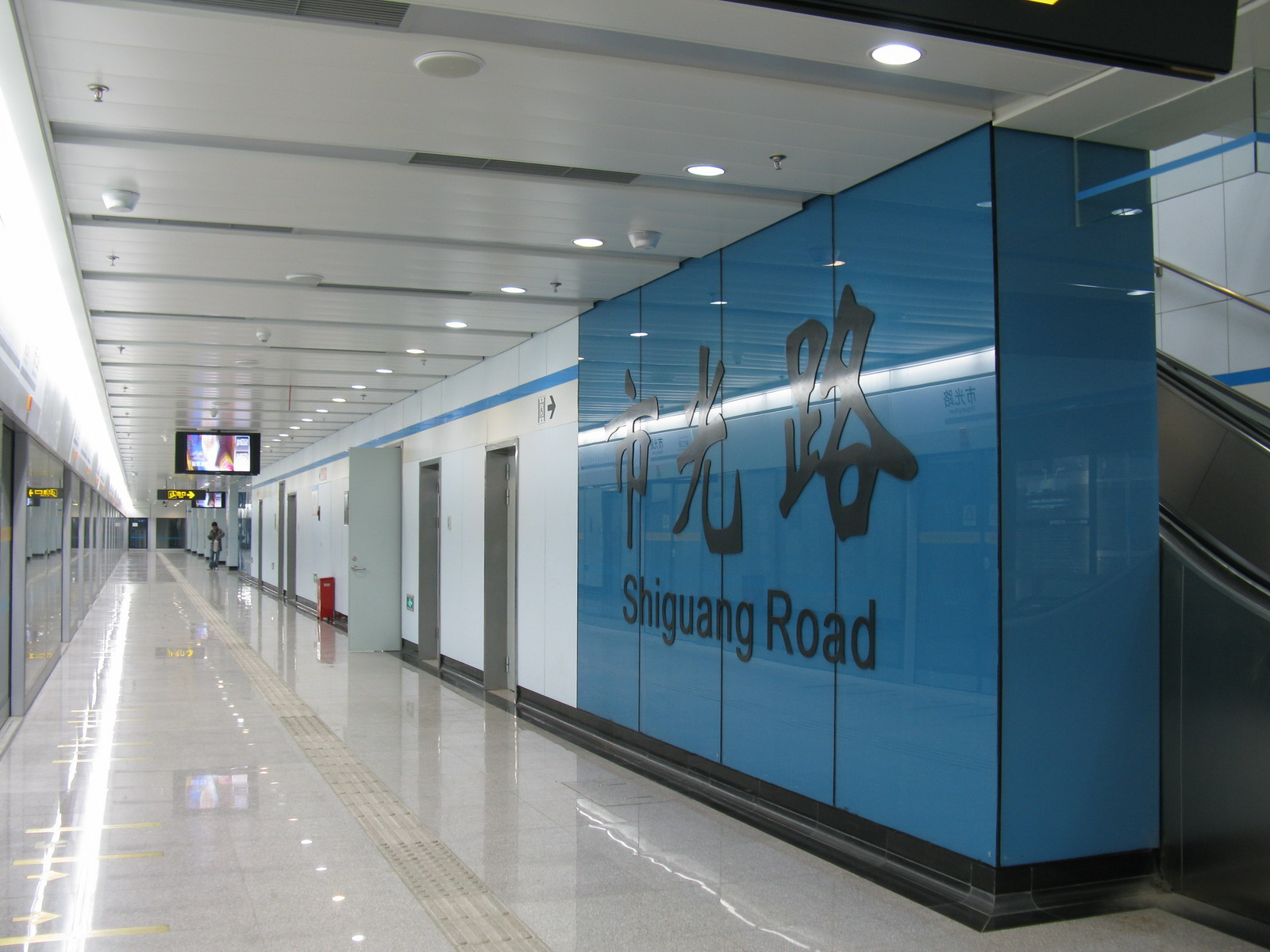
駅ホーム
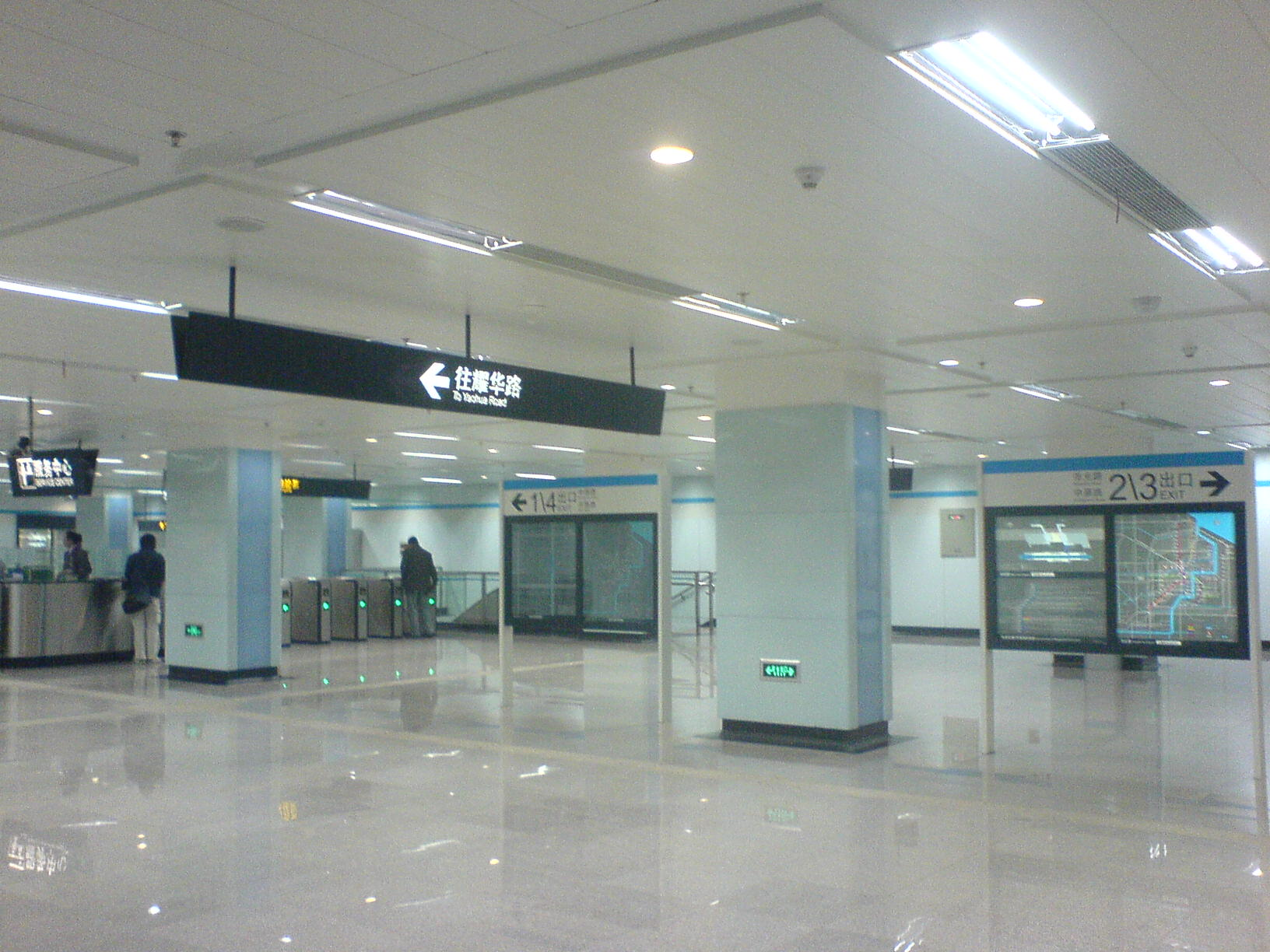
コンコース

## 隣の駅
■上海地下鉄8号線
市光路駅 - 嫩江路駅